# Valdefuentes (kommunhuvudort)
Valdefuentes är en kommunhuvudort i Spanien.   Den ligger i provinsen Provincia de Cáceres och regionen Extremadura, i den centrala delen av landet, 240 km sydväst om huvudstaden Madrid. Valdefuentes ligger 485 meter över havet och antalet invånare är 1 572.
Terrängen runt Valdefuentes är platt norrut, men söderut är den kuperad. Terrängen runt Valdefuentes sluttar norrut. Runt Valdefuentes är det glesbefolkat, med 20 invånare per kvadratkilometer. Närmaste större samhälle är Alcuéscar, 13,9 km sydväst om Valdefuentes. Omgivningarna runt Valdefuentes är huvudsakligen savann.